# U-20-Fußball-Südamerikameisterschaft 2001
Die XX. U-20-Fußball-Südamerikameisterschaft 2001 fand vom 12. Januar 2001 bis zum 4. Februar 2001 in Ecuador statt.
Ausgetragen wurden die Begegnungen zur Ermittlung des Turniersiegers in den Städten Latacunga, Riobamba, Ambato, Cuenca, Machala, Guayaquil und Portoviejo. Es nahmen am Turnier die Nationalmannschaften Argentiniens, Boliviens, Brasiliens, Chiles, Kolumbiens, Ecuadors, Paraguays, Perus, Uruguays und Venezuelas teil. Gespielt wurde in zwei Gruppen und einer anschließend ebenfalls im Gruppenmodus ausgetragenen Finalphase. Aus der Veranstaltung ging Brasilien als Sieger hervor. Die Plätze zwei bis vier belegten die Nationalteams aus Argentinien, Paraguay und Chile. Diese vier Teams qualifizierten sich durch ihre Platzierung für die U-21-Fußball-Weltmeisterschaft 2001, wobei Argentinien als Gastgeber der nachfolgenden WM ohnehin über ein Startrecht verfügte. Daher gelang auch dem auf Rang fünf im Abschlussklassement liegenden Ecuador die WM-Qualifikation.
Torschützenkönig des Turniers waren die beiden Brasilianer Adriano  und Ewerthon mit jeweils sechs erzielten Treffern.